# عثمان درام
عثمان درام (انگلیسی: Ousmane Dramé؛ زادهٔ ۲۵ اوت ۱۹۹۲) بازیکن فوتبال اهل فرانسه است.
از باشگاه‌هایی که در آن بازی کرده‌است می‌توان به باشگاه فوتبال آسکولی، باشگاه فوتبال اسپورتینگ سی‌پی بی، باشگاه فوتبال ونتزیا، باشگاه فوتبال لچه، باشگاه فوتبال اسپورتینگ پرتغال، و باشگاه فوتبال پادوا اشاره کرد.